# Brogan Crowley
Brogan Crowley, née le 20 juillet 1994, est une skeletoneuse britannique.

## Palmarès

### Championnats du monde
- : médaillé de bronze en équipe mixte aux championnats du monde de 2023.

### Coupe du monde
- 1 podium : 1 deuxième place.